# Lophocolea fragrans
Lophocolea fragrans là một loài rêu tản trong họ Lophocoleaceae. Loài này được Gottsche, Lindenb. & Nees miêu tả khoa học lần đầu tiên năm.